# Hermès (revue)
Pour les articles homonymes, voir Hermès (homonymie).
 (janvier 2024).
L'article doit être relu — et modifié si nécessaire — par des contributeurs indépendants pour apporter un regard critique aux contributions effectuées en violation des conditions d'utilisation de Wikipédia, tant sur la forme (notamment concernant le style encyclopédique, la proportionnalité) que sur le fond (la neutralité de point de vue, la qualité et l'indépendance des sources).
 (janvier 2020).
Fondée en 1988 par Dominique Wolton, Hermès est l'une des premières revues françaises spécialisées en sciences de l'information et de la communication. Elle est rattachée au CNRS depuis sa création et est publiée par CNRS Éditions. Son nom fait référence au dieu grec du commerce et des messagers.
Dans un contexte culturel, scientifique et institutionnel favorable, et à la suite de trois actions dont Dominique Wolton a assumé la responsabilité (le Programme sciences, techniques et sociétés de 1980 à 1985, le Programme de recherche sur les sciences de la communication depuis 1985 et la création du Laboratoire communication et politique en 1987). Dès sa création la revue affiche une variété d’attaches universitaires et d’appartenances disciplinaires : anthropologie (M. Augé), droit (P. Amselek), études transdisciplinaires (E. Morin), philosophie (J. Habermas), sciences de la communication (E. Katz) et sociologie (A. Touraine).

## Problématique
La problématique générale de la revue est d’étudier de manière interdisciplinaire la communication dans ses rapports avec les individus, les techniques, les cultures, les sociétés... La communication n’y est jamais posée comme un fait, mais comme une tentative de se tourner vers l’Autre. Le travail théorique de la revue vise à réintroduire la figure de l’Autre comme au cœur du processus de communication, elle ne cesse de faire de l’altérité le pendant de la communication.
Elle propose une réflexion sur trois domaines généraux :
- La Cognition : Épistémologie comparée et interdisciplinarité, Sciences cognitives et Industries et ingénierie des connaissances.
- La Communication : Enjeux du numérique, Sciences de l’information et de la communication, Diversité culturelle et sociétés.
- La Politique : Relations Sciences, Techniques, Société, Expertise et controverses, Communication politique.

Hermès publie deux numéros par an et souhaite rester accessible à un public ouvert, en évitant l’enfermement disciplinaire, les illusions technicistes et le confort des théories déterministes. Si les numéros sont thématiques, chaque sujet est néanmoins traité sous l’angle de la communication. Ainsi, la revue a consacré des dossiers à des aires géographiques ou culturelles (Europe, BRICS, monde Pacifique, Amérique latine), au numérique (intelligence artificielle, réseaux sociaux, numérique à l’école), aux productions culturelles (jeu vidéo, bande dessinée, musée, presse), à des questions relevant de l’épistémologie (interdisciplinarité, histoire des SIC, logiques de classement, science ouverte) ou du multiculturalisme (traduction, diplomatie, langues romanes).

## Objectifs
La revue se fixe pour objectif de contribuer à penser le « tournant communicationnel », en construisant des concepts permettant d’échapper à la seule emprise de la technologie et de retrouver l’enchevêtrement de l’histoire et des sociétés. Son orientation théorique peut se déplier en 10 points :
1. Informer n’est pas communiquer. Le message est toujours plus simple que la relation. La communication est un enjeu humain et social, les interactions concernent les techniques.
2. Communiquer, c’est rechercher le même, se heurter à l’incommunication et à l’altérité.
3. L’incommunication n’est pas l’inverse de la communication, mais sa première réalité.
4. Dans la réception, le récepteur n’est jamais passif.
5. Le résultat de la négociation réussie permet d’espérer une cohabitation plus pacifique.
6. L’échec de la négociation, lié à l’incommunication, conduit souvent à l’acommunication, ruptures et des conflits.
7. Les risques d’incommunication augmentent presque proportionnellement à la vitesse et à l’efficacité des échanges.
8. Communiquer comporte donc trois dimensions. La communication, l’incommunication, l’acommunication, avec l’incommunication comme pivot. Les progrès évidents de la communication technique n’ont pas de lien direct avec la question essentielle de la paix et de la guerre au cœur de la communication et de l’incommunication humaines.
9. Dans le cas de la « communication-partage », il faut arriver à organiser la cohabitation. Pour « l’incommunication », arriver à négocier. Éviter si possible l’acommunication. Les trois verbes correspondant aux trois faces de la communication sont donc organiser, négocier et éviter.
10. Ce modèle général de la communication concerne aussi bien les relations humaines que la politique, la science, la culture, la société, la mondialisation…

## Contexte
Quelle est finalement la grandeur de la communication, activité fondamentalement humaine et sociale ? Sortir de soi et accepter le décalage avec quelqu’un qui ne sera pas forcément d’accord.
- La première rupture par rapport à cet idéal exigeant est de chercher à pallier les difficultés de cette communication humaine grâce aux progrès de la communication technique. Mais en dépit de ces performances, la communication demeure toujours un phénomène compliqué. Car en réalité, pas de communication sans découverte de l’incommunication, voire de l’acommunication.
- Cette complexité de la communication, à la fois ouverture sur l’autre et découverte de l’incommunication, conduit à la deuxième rupture : l’importance de la négociation. Comme la communication n’est ni directe ni automatique, elle oblige à négocier. Et la plupart du temps, une négociation entre des valeurs différentes. Exactement comme la diplomatie, qui est la plus grande école de négociation pour éviter la guerre. Même démarche pour la communication : négocier pour essayer de trouver une solution de compromis. Et la négociation n’a rien à voir avec la manipulation. C’est même le contraire. Négocier et cohabiter, tels sont les horizons de la communication.
- On assiste par ailleurs à une troisième rupture : le renversement entre communication humaine et communication technique. Et ceci au profit de la seconde. Renversement qui justifie encore plus la nécessité de limiter cette emprise de la technique sur la communication. D’un côté, l’incommunication humaine augmente presque proportionnellement au nombre des échanges au moment où, de l’autre côté, le progrès technique rend beaucoup plus efficaces les échanges. D’où le chassé-croisé actuel entre communication humaine et technique. On sous-estime la première au fur et à mesure que l’on en constate ses limites. À l’inverse, on privilégie la communication technique pour sa « rationalité » et son efficacité. Il en résulte un processus croissant de dévalorisation de la communication humaine, le plus souvent assimilée à une volonté de séduction, voire de manipulation entre partenaires. À l’opposé, une confiance de plus en plus « naturelle » est accordée à la communication technique, dont tous les protagonistes admirent les services et les potentialités.
- Quatrième rupture, la « supériorité » actuelle de la communication technique s’accompagne du triomphe de l’information. La fiabilité de l’information contre les incertitudes de la communication. Progressivement, les relations entre information et communication se sont dégradées. L’information est devenue plus efficace, plus rapide, plus « rationnelle » que la communication, trop lente, trop complexe et noyée dans les négociations. Conséquence, le 20e siècle a été celui de la révolution de l’information, la force du message contre les incertitudes de la relation. Et cette supériorité va se poursuivre avec les promesses de la « société numérique », des big data à l’IA, aux robots, à la traduction automatique…

## Auteurs
La liste des auteurs qui ont publié dans la revue est importante : près de 1 500 auteurs, français et étrangers, y ont participé depuis 1988.
Des auteurs aussi différents que Raymond Boudon, Alain Touraine, Eliseo Veron ou Jean-Pierre Dupuy y ont publié[réf. nécessaire].
La direction de la publication est assurée par Dominique Wolton qui anime un comité de rédaction de plus de 60 personnes (dont un tiers de membres étrangers) et un bureau de rédaction de 20 personnes,, la rédaction en chef par Bernard Valade.

## Deux collections d'ouvrages

### Les Essentiels d’Hermès
La collection « Les Essentiels d'Hermès »  (ISSN 1967-3566), placée sous la responsabilité d’Éric Letonturier et publiée chez CNRS Éditions en format poche, complète la revue Hermès en proposant une sélection d’articles tirés de la revue et réactualisés, mais aussi de plus en plus d’inédits sur des thèmes porteurs, émergents ou récurrents dans le domaine de la communication. La collection propose entre 3 et 6 volumes par an et souhaite faciliter l’accès à la recherche contemporaine en sciences de la communication. Principalement destinée aux étudiants, elle a proposé des synthèses sur l’humain augmenté, les algorithmes, la communication politique, l’opinion publique, la diversité culturelle, les réseaux, le journalisme.

### CNRS Communication
La collection « Communication », publiée par CNRS éditions et placée sous la responsabilité de Brigitte Chapelain, propose des ouvrages consacrés à la communication au prisme de l’interdisciplinarité pour « faire coopérer et cohabiter des disciplines et des logiques différentes ». La problématique de la communication y est questionnée dans différents domaines d’activités (organisations, institutions, médias, éducation, recherche, patrimoine, art, langues, religions, etc.) offrant une pluralité et une diversité de pratiques sociales, scientifiques, culturelles, cognitives et politiques. Les dimensions historiques et prospectives de la communication et la réflexion épistémologique contribuent à l’identité de la collection qui s’ouvre à des genres de textes variés, qu’ils soient personnels ou collectifs : travaux de recherche, essais, synthèses, enquêtes, dictionnaires, biographies, etc. Les traductions d’ouvrages étrangers s’inscrivant dans la réflexion sur la communication et sa complexité sont bienvenues. La collection a notamment publié des ouvrages sur l’intelligence économique, la e-réputation, la traduction, ainsi que des volumes codirigés par Francisco Varela (Naturaliser la phénoménologie) ou Ruwen Ogien (Raison pratique et sociologie de l’éthique).

## Titres de la revue déjà parus
| Numéro | Titre                                                                              | Sous la direction de                            | Année |    | Numéro                                                           | Titre                                                                       | Sous la direction de | Année |
| 85     | La communication au cœur des connaissances                                         | B. Chapelain et B. Valade                       | 2019  | 42 | Peuple, populaire, populisme                                     | P. Durand et M. Lits                                                        | 2005                 |       |
| 84     | Les incommunications                                                               | F. Renucci et T. Paquot                         | 2019  | 41 | Psychologie sociale et communication                             | B. Orfali et I. Marková                                                     | 2005                 |       |
| 83     | Les stéréotypes, encore et toujours                                                | A. Lehmans et V. Liquète                        | 2019  | 40 | Francophonie et mondialisation                                   | T. Hambridge, H. Barraquand, A.-M. Laulan, G. Lochard et D. Oillo           | 2004                 |       |
| 82     | Nouvelles voix de la recherche en communication                                    | Bureau de la rédaction                          | 2018  | 39 | Critique de la raison numérique                                  | V. Paul et J. Perriault                                                     | 2004                 |       |
| 81     | De la communication en diplomatie                                                  | G. Rouet et L. Radut-Gaghi                      | 2018  | 38 | Les sciences de l'information et de la communication             | Y. Jeanneret et B. Olivier                                                  | 2004                 |       |
| 80     | 30 ans d'indisciplines                                                             | Bureau de la rédaction                          | 2018  | 37 | L'audience. Presse, Radio, Télévision, Internet                  | R. Chaniac                                                                  | 2003                 |       |
| 79     | Les BRICS, un espace ignoré                                                        | O. Arifon, T. Dwyer et C. Liu                   | 2017  | 36 | Économie, solidaire et démocratie                                | E. Dacheux et J.-L. Laville                                                 | 2003                 |       |
| 78     | Les élèves, entre cahiers et claviers                                              | V. Liquète et B. Le Blanc                       | 2017  | 35 | Les journalistes ont-ils encore du pouvoir?                      | J.-M. Charon et A. Mercier                                                  | 2003                 |       |
| 77     | Les incommunications européennes                                                   | J. Nowicki, L. Radut-Gaghi et G. Rouet          | 2017  | 34 | L'espace, enjeux politiques                                      | I. Sourbès-Verger                                                           | 2002                 |       |
| 76     | Le renseignement, un monde fermé dans une société ouverte                          | F. Bulinge et N. Moinet                         | 2016  | 33 | La France et les Outre-mers, L'enjeu culturel (vol. 2)           | T. Bambridge, J-P Doumenge, B. Olivier, J. Simonin et D. Wolton             | 2002                 |       |
| 75     | Langues romanes: un milliard de locuteurs                                          | L.-J. Calvet et M. Oustinof                     | 2016  | 32 | La France et les Outre-mers, L'enjeu culturel (vol. 1)           | T. Bambridge, J-P Doumenge, B. Olivier, J. Simonin et D. Wolton             | 2002                 |       |
| 74     | La voie des sens                                                                   | B. Munier et E. Letonturier                     | 2016  | 31 | L'opinion publique, Perspectives anglo-saxonnes                  | L. Blondiaux et D. Reynié                                                   | 2001                 |       |
| 73     | Controverses et communication                                                      | R. Badouard et C. Mabi                          | 2015  | 30 | Stéréotypes dans les relations Nord-Sud                          | G. Boëtsch et C. Villain-Gandossi                                           | 2001                 |       |
| 72     | L'artiste, un chercheur pas comme les autres                                       | F. Renucci et J.-M. Réol                        | 2015  | 29 | Dérision- Contestation                                           | A. Mercier                                                                  | 2001                 |       |
| 71     | Le XXe siècle saisi par la communication (vol. 2): Ruptures et filiations          | E. Letonturier et B. Valade                     | 2015  | 28 | Amérique latine, Cultures et communication                       | G. Lochard et P.R. Schlesinger                                              | 2000                 |       |
| 70     | Le XXe siècle saisi par la communication (vol. 1): Les révolutions de l'expression | E. Letonturier et B. Valade                     | 2014  | 27 | www.démocratie locale.fr (vol.1)                                 | E. Maigret et L. Monnoyer-Smith                                             | 2000                 |       |
| 69     | Sexualités                                                                         | E. A. Amato, F. Pailler et V. Schafer           | 2014  | 26 | www.démocratie locale.fr (vol. 2)                                | E. Maigret et L. Monnoyer-Smith                                             | 2000                 |       |
| 68     | L'Autre n'est pas une donnée Altérités, corps et artefacts                         | F. Renucci, B. Le Blanc et S. Lepastier         | 2014  | 25 | Le dispositif, Entre usage et concept                            | G. Jacquinot-Delaunay et L. Monnoyer-Smith                                  | 1999                 |       |
| 67     | Interdisciplinarité: entre disciplines et indiscipline                             | J.-M. Besnier et J. Perriault                   | 2013  | 24 | La cohabitation culturelle en Europe (vol. 2)                    | E. Dacheux, A. Daubenton, J.-R. Henry, P. Meyer-Bisch et D. Wolton          | 1999                 |       |
| 66     | Classer, penser, contrôler                                                         | V. Liquète et S. Kovacs                         | 2013  | 23 | La cohabitation culturelle en Europe (vol. 1)                    | E. Dacheux, A. Daubenton, J.-R. Henry, P. Meyer-Bisch et D. Wolton          | 1999                 |       |
| 65     | Le monde Pacifique dans la mondialisation                                          | R. Meltz et D. Barbe                            | 2013  | 22 | Mimesis. Imiter, représenter, circuler                           | S. Ossman                                                                   | 1998                 |       |
| 64     | Les chercheurs au cœur de l'expertise                                              | L. Maxim et G. Arnold                           | 2012  | 21 | Sciences et médias                                               | S. de Cheveigné                                                             | 1997                 |       |
| 63     | Murs et frontières                                                                 | T. Paquot et M. Lussault                        | 2012  | 20 | Toutes les pratiques culturelles se valent- elles?               | J.-P. Sylvestre                                                             | 1997                 |       |
| 62     | Les jeux vidéo: quand jouer, c'est communiquer                                     | J.-P. Lafrance et N. Oliveri                    | 2012  | 19 | Voies et impasses de la démocratisation                          | P. Meyer-Misch et E. M. Swiderski                                           | 1996                 |       |
| 61     | Les musées au prisme de la communication                                           | P. Rasse et Y. Girault                          | 2011  | 18 | Communication et politique (vol. 2)                              | G. Gauthier, A. Gosselin et J. Mouchon                                      | 1995                 |       |
| 60     | Edgar Morin, aux risques d'une pensée libre                                        | A. Pena-Vega et S. Proutheau                    | 2011  | 17 | Communication et politique (vol.1)                               | G. Gauthier, A. Gosselin et J. Mouchon                                      | 1995                 |       |
| 59     | Ces réseaux numériques dits sociaux                                                | T. Stenger et A. Coutant                        | 2011  | 16 | Argumentation et rhétorique (vol. 2)                             | A. Boyer et G. Vignaux                                                      | 1995                 |       |
| 58     | Les langues de bois                                                                | J. Nowicki, M. Oustinoff et A.-M. Chartier      | 2010  | 15 | Argumentation et rhétorique (vol. 1)                             | A. Boyer et G. Vignaux                                                      | 1995                 |       |
| 57     | Sciences.com: libre accès et science ouverte                                       | J. Farchy, P. Froissart et C. Méadel            | 2010  | 14 | Espaces publics en images (vol. 2)                               | D. Dayan et I. Veyrat-Masson                                                | 1994                 |       |
| 56     | Traduction et mondialisation (vol. 2)                                              | M. Oustinoff, J. Nowichi et J. Machado da Silva | 2010  | 13 | Espaces publics en images (vol.1)                                | D. Dayan et I. Veyrat-Masson                                                | 1994                 |       |
| 55     | Société civile et Internet en Chine et Asie Orientale                              | O. Arifon, C. Liu et E. Sautedé                 | 2009  | 12 | A la recherche du public, Réception, télévision, médias (vol. 2) | D. Dayan                                                                    | 1993                 |       |
| 54     | La bande dessinée: art reconnu, média méconnu                                      | E. Dacheux, J. Dutel et S. Le Pontois           | 2009  | 11 | A la recherche du public, Réception, télévision, médias (vol. 1) | D. Dayan                                                                    | 1993                 |       |
| 53     | Traçabilité et réseaux                                                             | M. Arnaud et L. Merzeau                         | 2009  | 10 | Espaces publics, traditions et communautés                       | J.-M. Ferry                                                                 | 1992                 |       |
| 52     | Les guerres de mémoires dans le monde                                              | P. Blanchard, M. Ferro et I. Veyrat-Masson      | 2008  | 9  | Frontières en mouvement (vol. 2)                                 | D. Dayan, J.-M. Ferry, J. Sémelin, I. Veyrat-Masson, Y. Winkin et D. Wolton | 1991                 |       |
| 51     | L'épreuve de la diversité culturelle                                               | J. Nowicki, M. Oustinoff et S. Proulx           | 2008  | 8  | Frontières en mouvement (vol. 1)                                 | D. Dayan, J.-M. Ferry, J. Sémelin, I. Veyrat-Masson, Y. Winkin et D. Wolton | 1991                 |       |
| 50     | Communiquer - Innover                                                              | N. D'Almeida, P. Griset et S. Proulx            | 2008  | 7  | Bertrand Russel, de la logique à la politique                    | F. Clementz et A.-F. Schmid                                                 | 1990                 |       |
| 49     | Traduction et mondialisation (vol. 1)                                              | J. Nowicki et M. Oustinoff                      | 2007  | 6  | Individus et politique (vol.1)                                   | E. Apfelbaum, J.-M. Besnier et A. Dorna                                     | 1990                 |       |
| 48     | Racines oubliées des sciences de la communication                                  | A.-M. Laulan et J. Perriault                    | 2007  | 5  | Individus et politique (vol. 2)                                  | E. Apfelbaum, J.-M. Besnier et A. Dorna                                     | 1990                 |       |
| 47     | Paroles publiques, communiquer dans la cité                                        | F. Massit-Folléa et C. Méadel                   | 2007  | 4  | Le nouvel espace public                                          | D. Bregman, D. Dayan, J.-M. Ferry et D. Wolton                              | 1989                 |       |
| 46     | Evénements mondiaux, regards nationaux                                             | J. Arquembourg, G. Lochard et A. Mercier        | 2006  | 3  | Psychologie ordinaire et sciences cognitives                     | P. Engel                                                                    | 1988                 |       |
| 45     | Fractures dans la société de la connaissance                                       | D. Oillo et B. Mvé-Ondo                         | 2006  | 2  | Masses et politique                                              | D. Reynié                                                                   | 1988                 |       |
| 44     | Économie et communication                                                          | J. Farchy et P. Froissart                       | 2006  | 1  | Théorie politique en communication                               | C. Lazzeri et J.-P. Chrétien-Goni                                           | 1988                 |       |
| 43     | Rituels                                                                            | G. Boëtsch et C. Wulf                           | 2005  |    |                                                                  |                                                                             |                      |       |